# Cintura di sicurezza

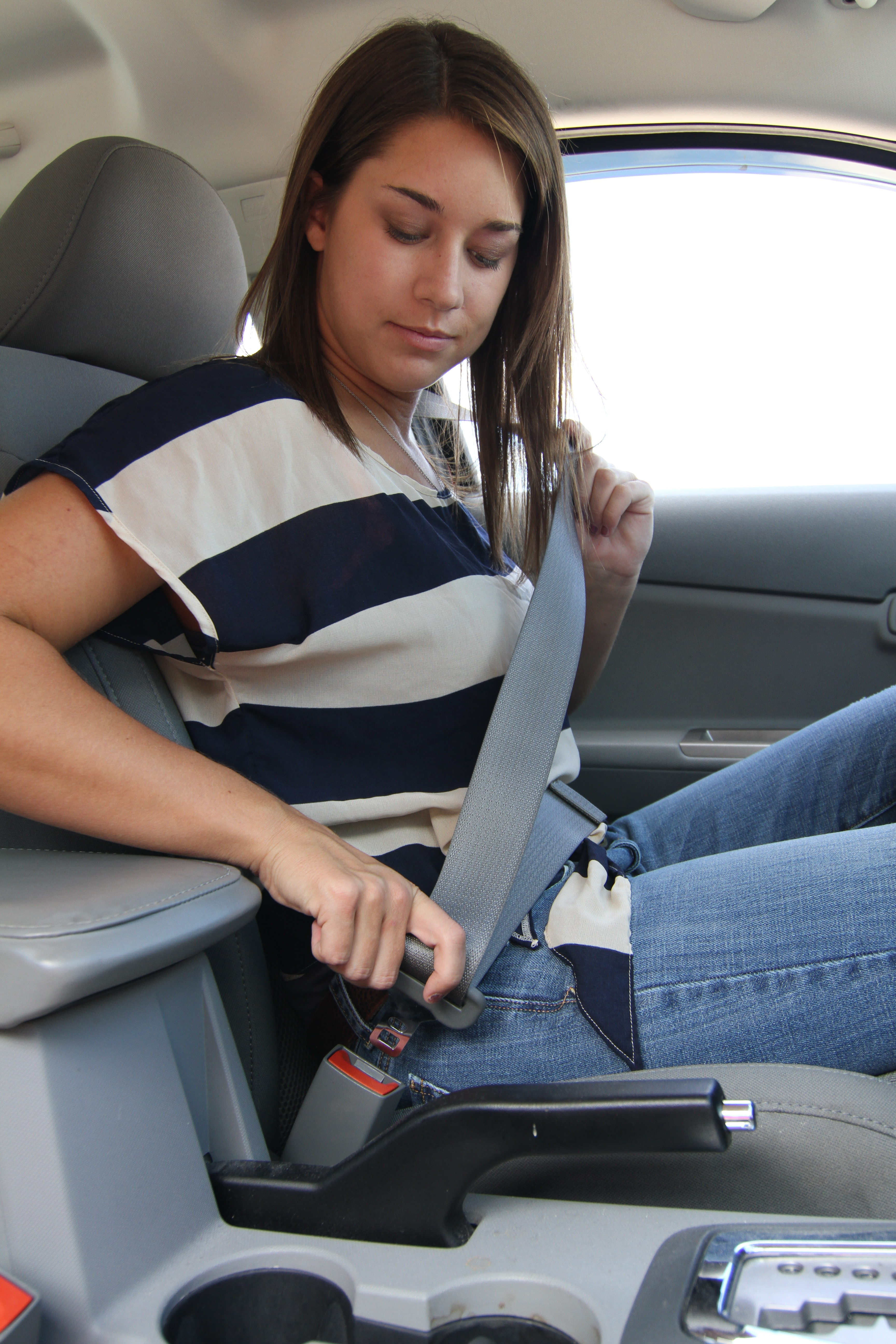
Una conducente di un'autovettura mentre allaccia la cintura di sicurezza.

La cintura di sicurezza, nell'ambito dei trasporti, è un dispositivo di protezione individuale ancorato all'interno di un veicolo che, in caso di una brusca variazione di velocità (che può essere associata ad un urto nel caso di veicoli stradali oppure a turbolenze nel caso di aeromobili), trattiene il corpo degli occupanti del veicolo sul sedile, diminuendo il rischio di impatto contro le strutture interne del veicolo ed evitando la proiezione degli occupanti fuori dal veicolo.
Tale dispositivo è utilizzato su diversi tipi di veicoli, tra cui autovetture, aerei, elicotteri, auto da corsa e anche su veicoli spaziali.

## Funzione
Nelle autovetture le cinture di sicurezza, oltre a trattenere il corpo dell'occupante al fine di non farlo sbalzare fuori dal veicolo o impattare contro il parabrezza o contro la plancia, riducono il rischio di lesioni agli arti inferiori e il rischio di impatto del torace con il volante. Anche con l'uso delle cinture di sicurezza, permane il rischio di urto della testa contro il volante, che è ridotto attraverso l'utilizzo dell'airbag. Nel caso dei passeggeri posteriori, le cinture servono anche ad evitare che essi vengano scagliati verso chi occupa la parte anteriore del veicolo.
Nel caso degli aerei, a differenza di quanto avviene per le automobili, la funzione delle cinture di sicurezza non è invece quella di diminuire il rischio di lesioni o di morte nel caso di pericoli più severi (ad esempio in caso di caduta dell'aereo servirebbe a poco), bensì diminuire il rischio di lesioni che possono anche essere fatali ma sono associate a eventi di minore severità, come turbolenze e collisioni sulla pista. Siccome le turbolenze possono giungere all'improvviso e possono anche scaraventare le persone al soffitto dell'aereo, è bene tenere allacciate le cinture di sicurezza durante tutto il volo.
Le cinture di sicurezza, così come i poggiatesta, gli airbag e i sistemi di ritenuta per bambini (o "seggiolini"), sono "sistemi di sicurezza passiva", cioè non prevengono che accada un incidente, ma in caso di incidente proteggono chi le utilizza da possibili conseguenze negative dell'incidente (lesioni gravi o fatali).

## Storia
Le cinture di sicurezza furono inventate nella metà del XIX secolo dall'aviatore inglese George Cayley e furono utilizzate inizialmente su veicoli aerei.

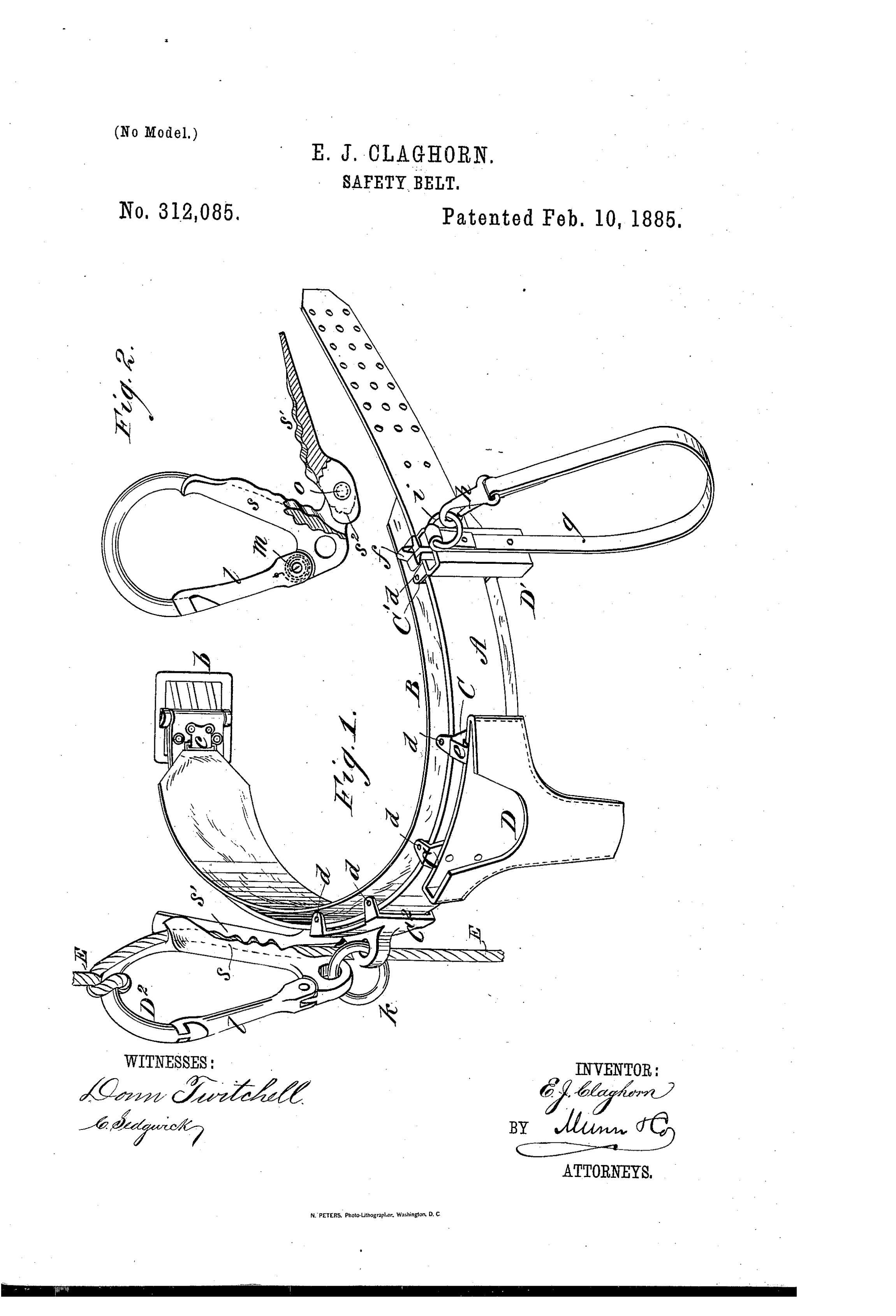
Disegno delle cinture di sicurezza brevettate da Edward J. Claghorn nel 1885 (dal brevetto originale - United States Patent and Trademark Office).

Al 1885 risale il primo brevetto delle cinture di sicurezza usato nell'industria automobilistica, del newyorkese Edward J. Claghorn, che le descrisse nel suo brevetto come: "progettate per essere applicate alla persona, e dotate di ganci e altri attacchi per assicurare la persona ad un oggetto fisso, come anche per effettuare una discesa interrotta o ininterrotta, da lì, e per trasportare attrezzi e altri apparecchi, in modo da lasciare le mani e i piedi dell'utente in libertà quando lavora in quota o durante la sua salita e discesa." Dalla descrizione nel brevetto, l'uso pensato per tali dispositivi era quindi più generale, contemplando anche applicazioni nei lavori in quota.
L'importanza delle cinture di sicurezza sulle auto da corsa fu chiara dopo un tragico incidente avvenuto il 31 maggio 1902, quando l'auto "Baker Torpedo", nel tentativo di battere un record, si schiantò uccidendo due spettatori, ma i due occupanti del veicolo sopravvissero grazie all'uso delle cinture di sicurezza.
Nel 1903 Gustave-Désiré Leveau brevettò una cintura di sicurezza a quattro punti per automobili, con il nome "bretelles protectrices pour voitures automobiles et autres" (bretelle protettive per autoveicoli e simili). Le velocità non altissime delle vetture di quei tempi e i rischi di soffocamento che esse davano (all'epoca erano in cuoio) causarono la mancata diffusione dell'accorgimento.
La prima automobile ad essere progettata con cinture di sicurezza di serie fu la Tucker Torpedo realizzata nel 1948, ma sfortunatamente la fabbrica venne chiusa per evitare la concorrenza che tale automobile (rivoluzionaria sotto molti aspetti) avrebbe sviluppato nei confronti delle maggiori case automobilistiche dell'epoca.
Al fine di prevenire i traumi cranici causati da incidenti automobilistici, negli anni '50 il dottore C. Hunter Shelden ideò le prime cinture di sicurezza retrattili. Si deve a Shelden anche l'ideazione di roll-bar, airbag, poggiatesta regolabili e volanti incassati.
Nel 1957, facendo seguito all'esperienza degli sport automobilistici, nei quali rivestivano anche un carattere di ausilio nel sostegno del corpo per le accelerazioni laterali, esse furono però introdotte in qualche automobile, anche se furono usate più come test che per reale convinzione nei confronti dell'utilità dell'oggetto. I risultati della sperimentazione furono comunque ritenuti positivi e nel 1960 vennero messe in commercio le prime cinture di sicurezza di serie. In particolare si sostenne che le cinture, se montate in maniera corretta, avrebbero ridotto drasticamente la pericolosità dell'impatto del torace col volante in caso di brusca frenata.
Nel 1959 lo svedese Nils Ivar Bohlin, progettista della Volvo, brevettò la prima cintura di sicurezza a tre punti. La prima autovettura ad avere in dotazione una cintura di sicurezza a tre punti fu la Volvo PV544, nel 1958. L’invenzione era così importante per la sicurezza che, negli anni successivi, Volvo decise di rinunciare ai diritti di brevetto: qualsiasi altro costruttore avrebbe così potuto installare liberamente le cinture a tre punti.
La prima nazione al mondo a rendere obbligatorie per legge le cinture di sicurezza fu la Cecoslovacchia nel 1969. Seguì la Francia nel 1973 e poi gli altri paesi europei. A partire dal 1º gennaio 1974 tutte le nuove automobili in Germania dovevano essere equipaggiata obbligatoriamente con cinture di sicurezza per potere essere commercializzate.

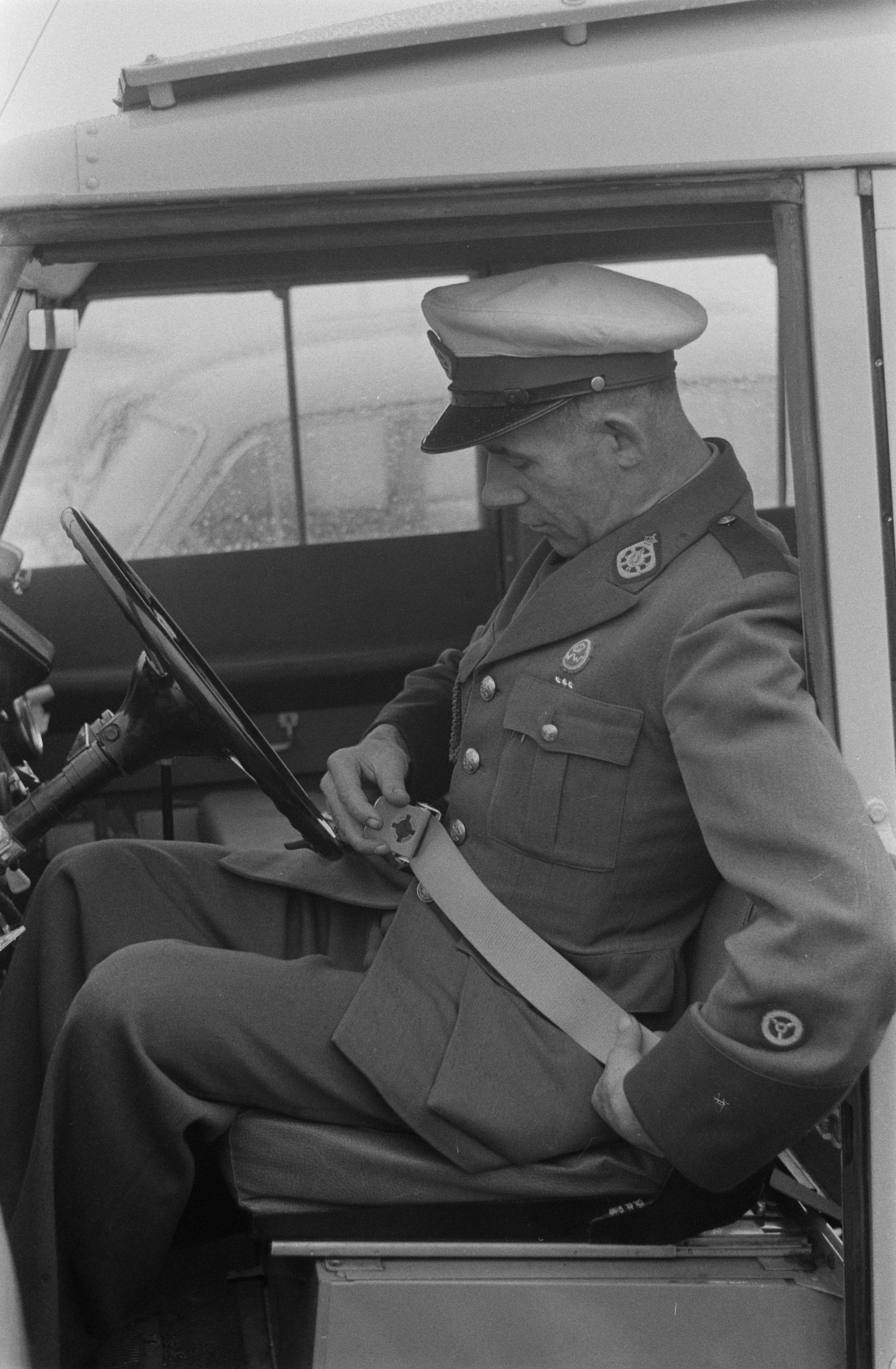
Dimostrazione sull'uso della cintura di sicurezza (Royal Dutch Touring Club, 1960).

Negli Stati Uniti d'America il primo stato a chiederne l'obbligatorietà fu il Wisconsin nel 1961, per i sedili anteriori di tutte le auto costruite a partire dal 1962, rendendo obbligatoria la loro installazione ma non l'uso. Nel 1968 il Motor Vehicle Safety Standard introdusse l'obbligatorietà di installare le cinture di sicurezza in tutte le automobili. L'uso delle cinture di sicurezza fu in seguito introdotto in tutti gli stati della federazione, tranne nel New Hampshire, dove le cinture di sicurezza non sono obbligatorie per chi abbia più di 18 anni.
L'Italia rese obbligatori gli attacchi delle stesse a partire dal 15 giugno 1976 tramite l'articolo 72, comma 2 del Codice della Strada, e la Circolare D.G. n. 76/77 del 9 dicembre 1977, mentre le cinture divennero obbligatorie nel 1988 tramite la legge 111 del 1988 (obbligo che comprese i veicoli immatricolati dal 1º gennaio 1978), introducendo anche l'obbligo d'uso per i posti anteriori, mentre dal 18 marzo 1990 chiunque deve indossare le cinture di sicurezza. Il 30 luglio 2010 questo vincolo venne imposto anche a quadricicli leggeri (minicar), autobus (eccetto quelli urbani), camion e in generale a qualunque veicolo dotato di cinture di sicurezza.

## Tipi di cinture di sicurezza
Le cinture di sicurezza possono essere di vario tipo:
- Subaddominale o a "due punti": fascia solo il bacino ed è dotata di due punti di ancoraggio. È utilizzata spesso sugli aerei per la sicurezza dei passeggeri.[2] Fu utilizzata per alcuni decenni anche nei sedili anteriori delle automobili, per essere poi rimpiazzata dalla cintura di sicurezza a tre punti.[2] Nelle automobili, può essere utilizzata sul posto centrale posteriore e su quello centrale anteriore se il veicolo ne è dotato.[senza fonte]
- Diagonale: fascia obliquamente il torace ed è dotata di due punti di ancoraggio. Nelle automobili può essere utilizzata anche sui posti posteriori laterali.[senza fonte]
- A tre punti: è costituita da una cintura subaddominale e da una diagonale.[2] È la più diffusa nelle automobili private[2] ed è utilizzata sia sui posti anteriori che su quelli posteriori. Non è invece normalmente utilizzata negli aerei in quanto, a differenza del caso delle automobili, dove l'ancoraggio in alto è fissato al telaio, che è un punto piuttosto robusto, negli aerei tale posizione corrisponde alla parete dell'aereo o alla parte superiore dei sedili, che sono meno robusti e aumentarne la resistenza per fissare il terzo ancoraggio comporta dei costi elevati.[2] Un altro motivo di tale scelta è la facilità di sblocco della cintura di sicurezza, che nel caso della cintura a tre punti sarebbe meno agevole per i passeggeri dell'aereo, in quanto il pulsante di sblocco si troverebbe nello spazio tra due sedili, richiedendo di infilare la mano tra due sedili, rallentando le operazioni di evacuazione.[2] Tale scelta è dovuta anche al fatto che negli aerei si hanno più frequentemente movimenti improvvisi in alto e in basso (cioè in verticale), per i quali le cinture a tre punti svolgono la loro funzione di trattenere il corpo meno efficacemente rispetto alle cinture a due punti, a differenza di quanto succede nelle automobili, dove si hanno soprattutto improvvise decelerazioni in orizzontale.[2] La cintura a tre punti, con i dovuti accorgimenti progettuali e quindi con costi maggiori, è comunque utilizzata nella prima classe di alcuni aerei, dove gli spazi maggiori sono associati a maggiore accelerazione in caso di turbolenze e urti, e quindi maggiori rischi.[2]
- A bretella: è costituita da una cintura subaddominale e da due bretelle. È utilizzata su autoveicoli da competizione (per esempio vetture rally e auto da Formula 1) e per il trasporto specifico di persone in determinate condizioni fisiche.
- A quattro punti
- A cinque punti: è utilizzata per i posti dei piloti e dell'equipaggio degli aerei.[2]
- A sei punti

In ambito automobilistico, esistono inoltre cinture di sicurezza per cani, che sono costituite da apposite imbragature che si agganciano ai normali ancoraggi per le cinture di sicurezza. Analogamente alle altre cinture di sicurezza, anche la commercializzazione e l'uso delle cinture di sicurezza per cani sono regolamentati da apposite norme.

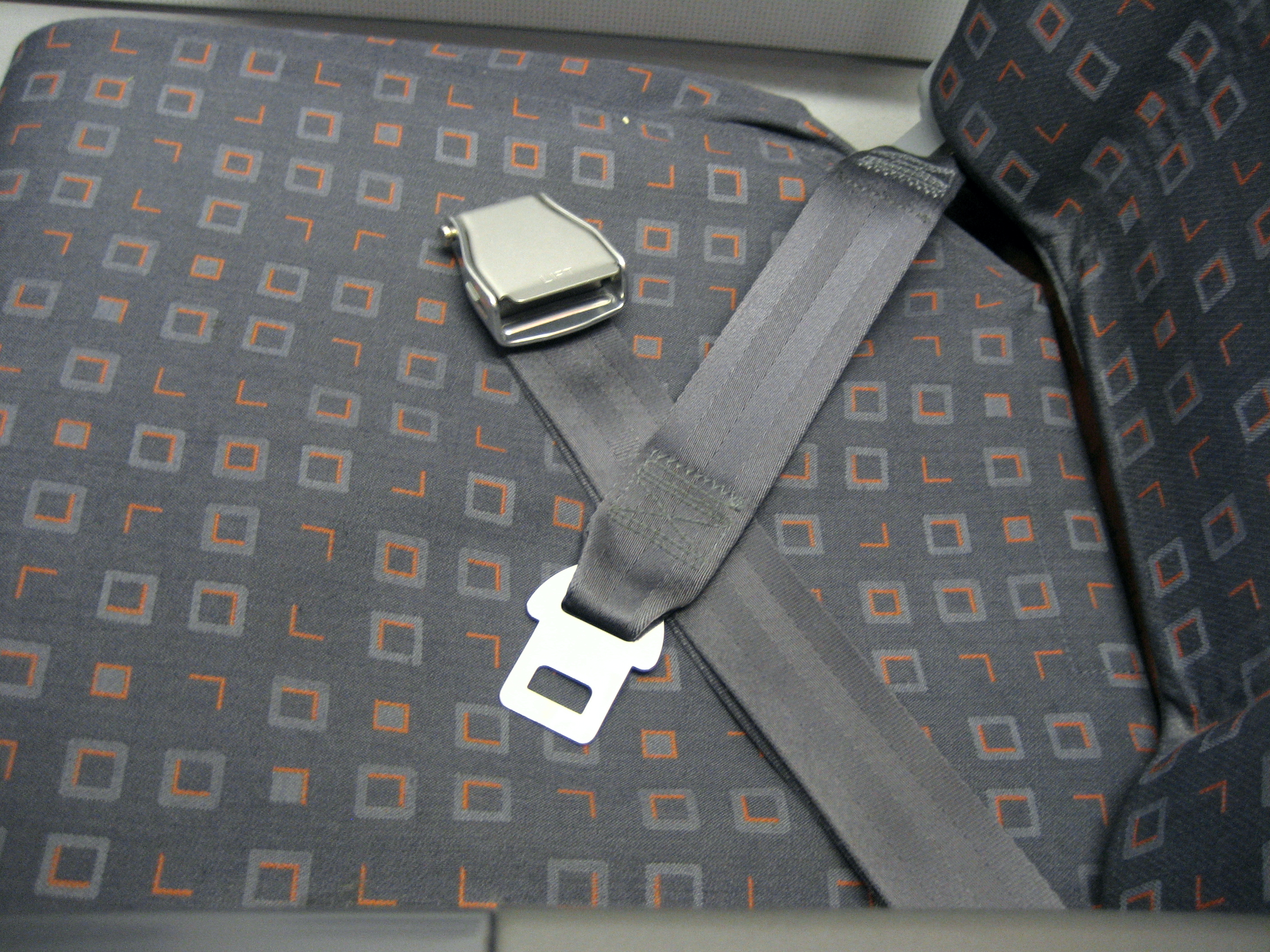
Cinture di sicurezza a due punti su un aereo Airbus A319 della EasyJet
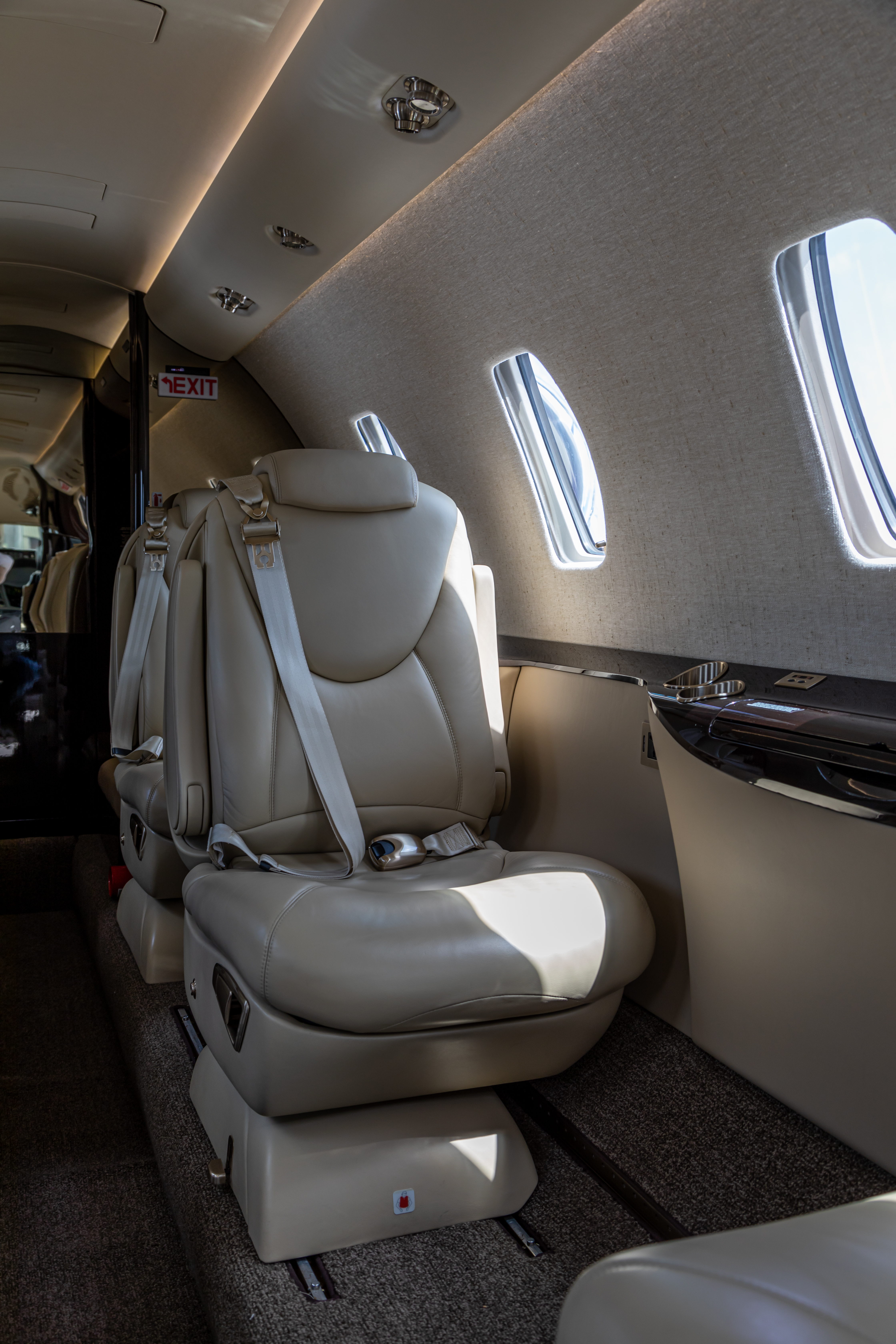
Cinture di sicurezza a tre punti su un Cessna Citation Excel
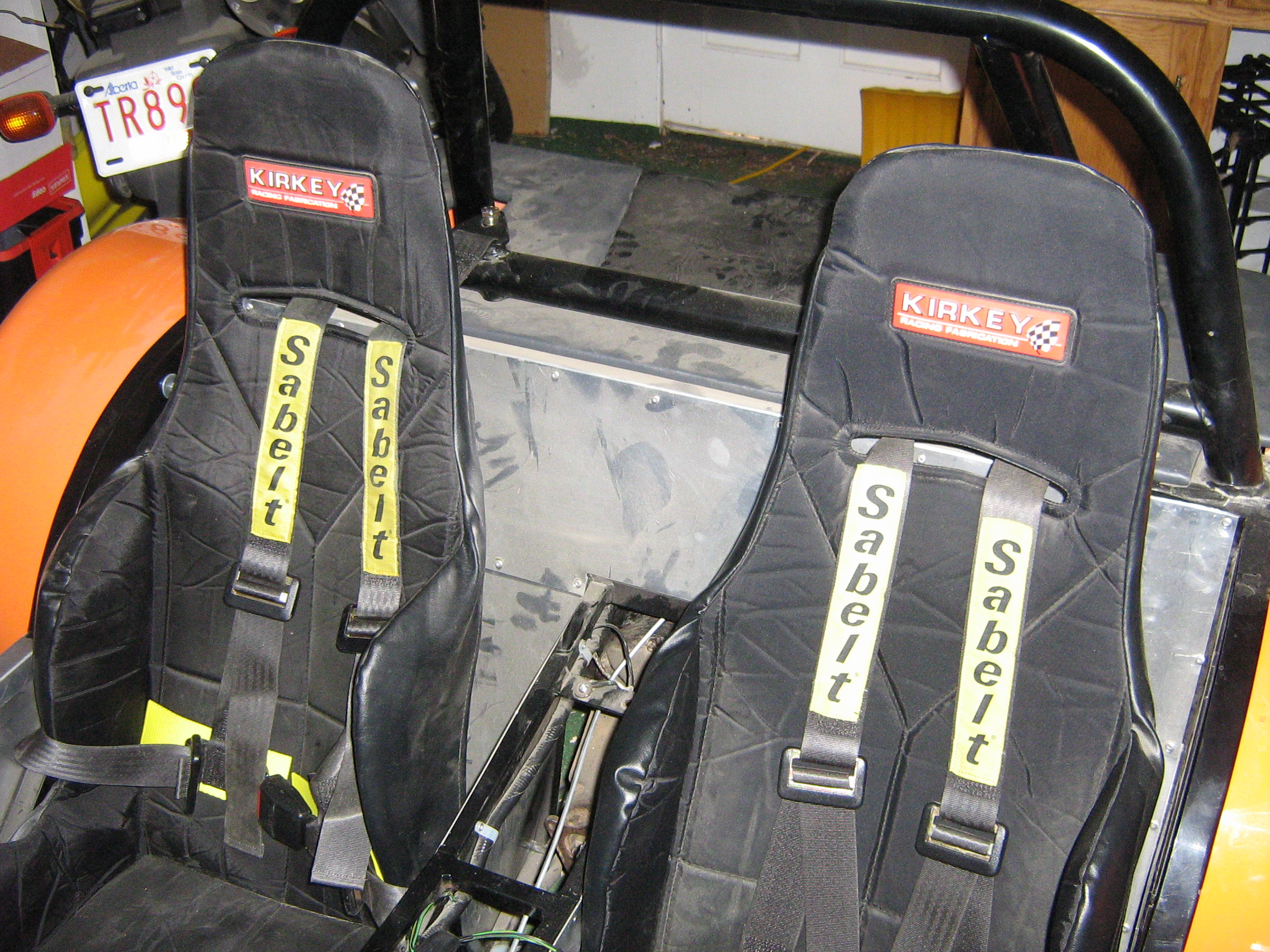
Cinture di sicurezza a bretella su una vettura da competizione
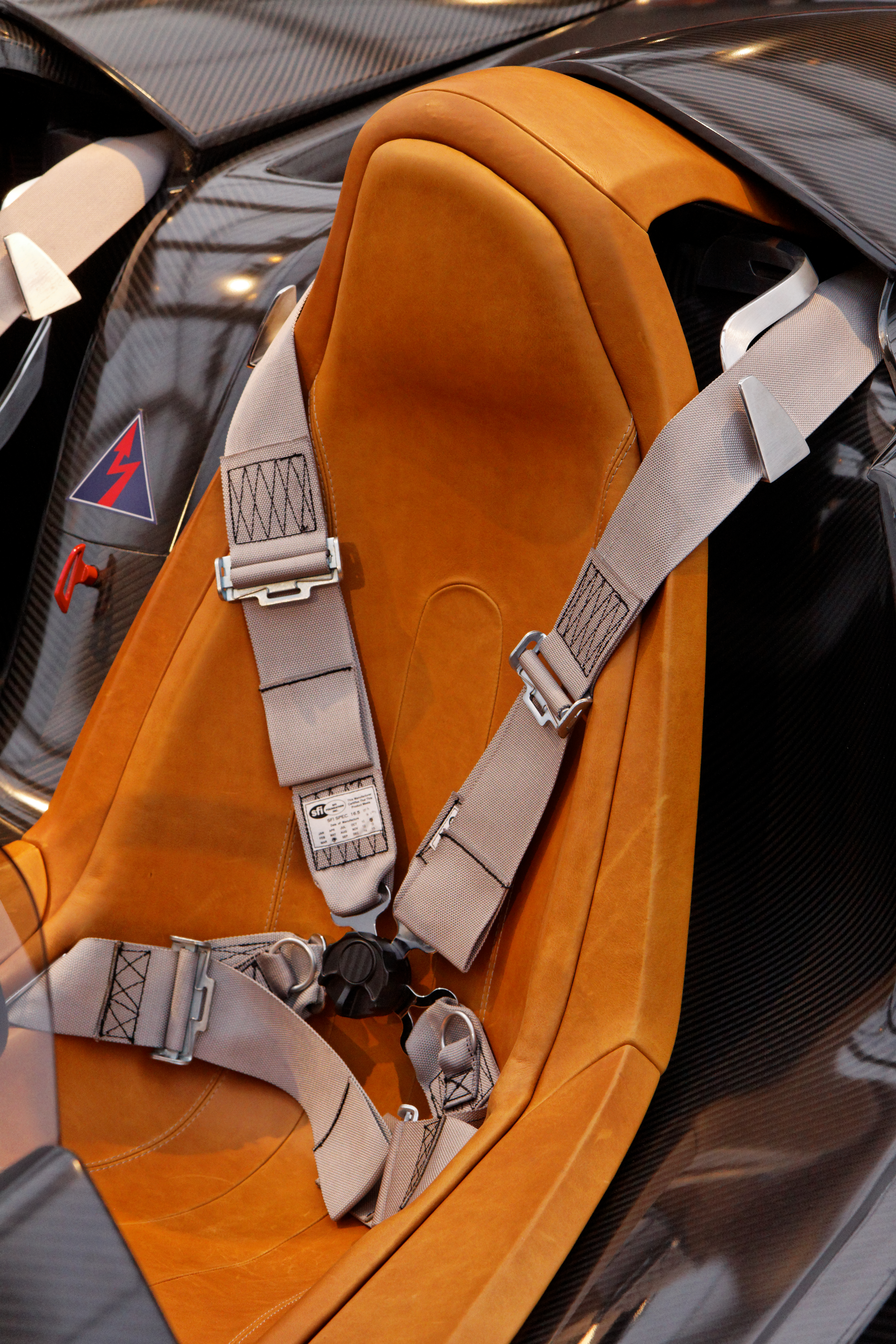
Cinture di sicurezza a quattro punti su una BMW 328 Hommage
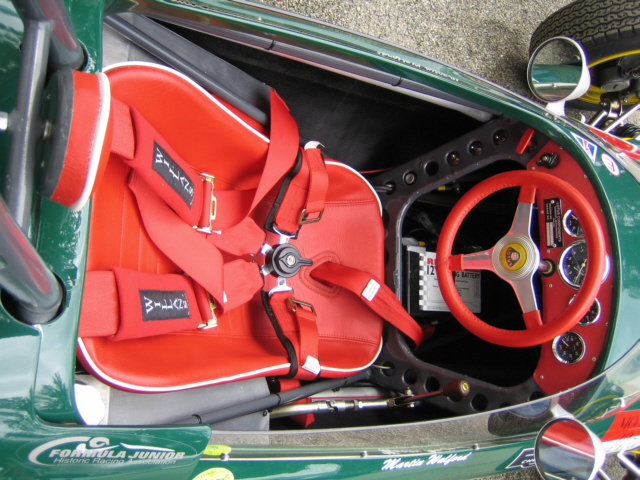
Cinture di sicurezza a cinque punti su una Lotus 22
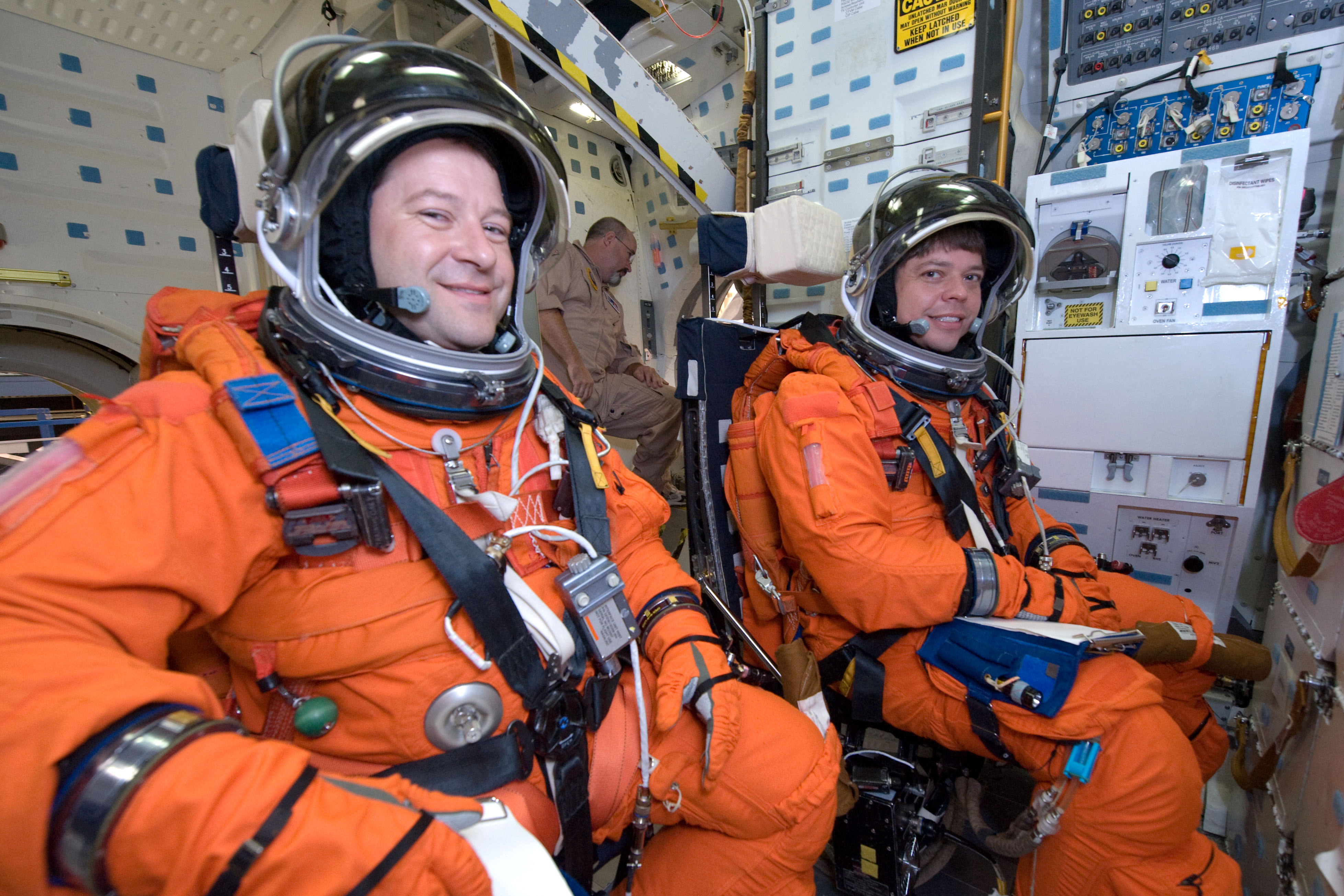
Cinture di sicurezza a cinque punti utilizzate da due astronauti durante un'esercitazione al Lyndon B. Johnson Space Center
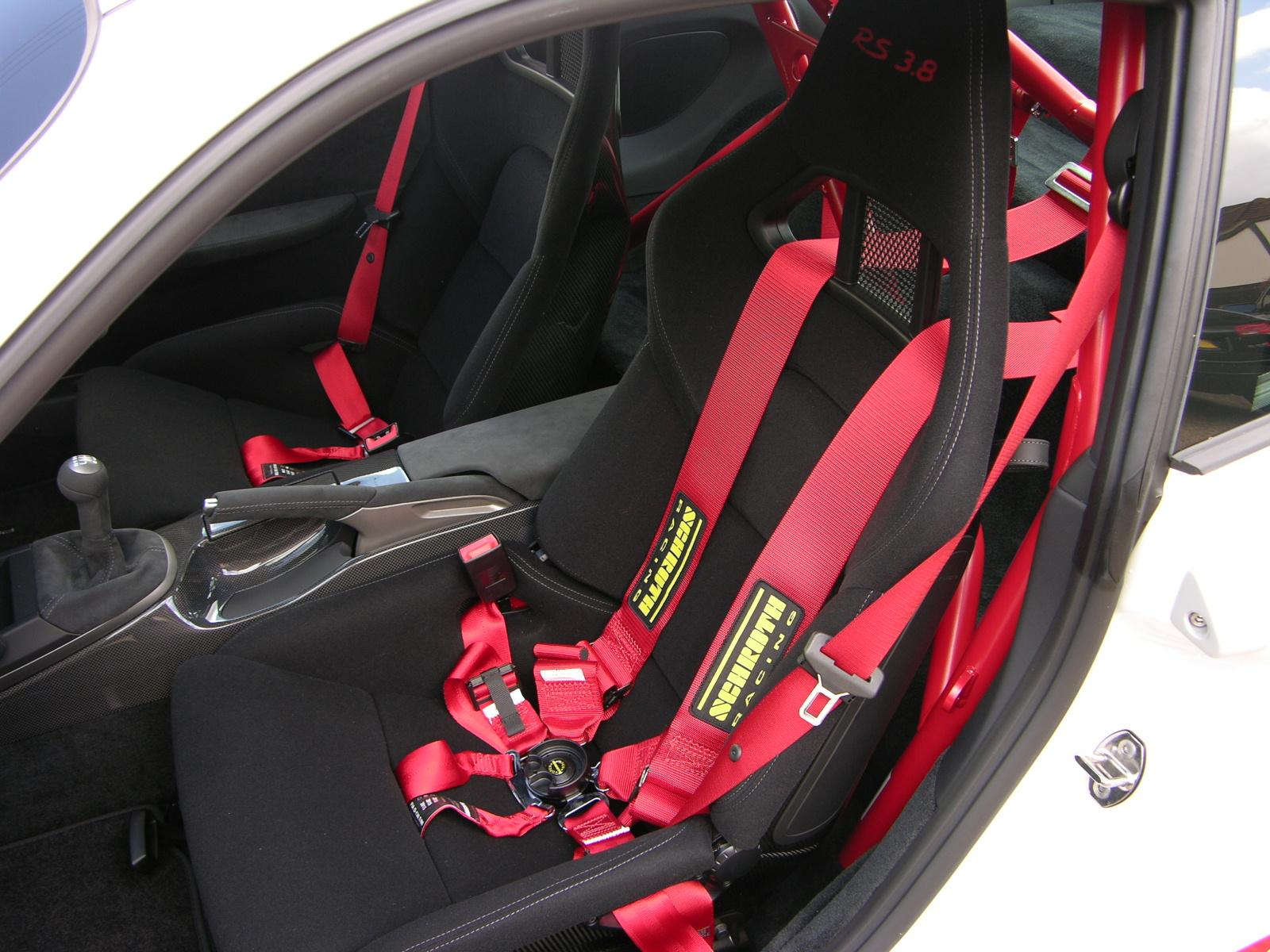
Cinture di sicurezza a sei punti su una Porsche 997 GT3 RS
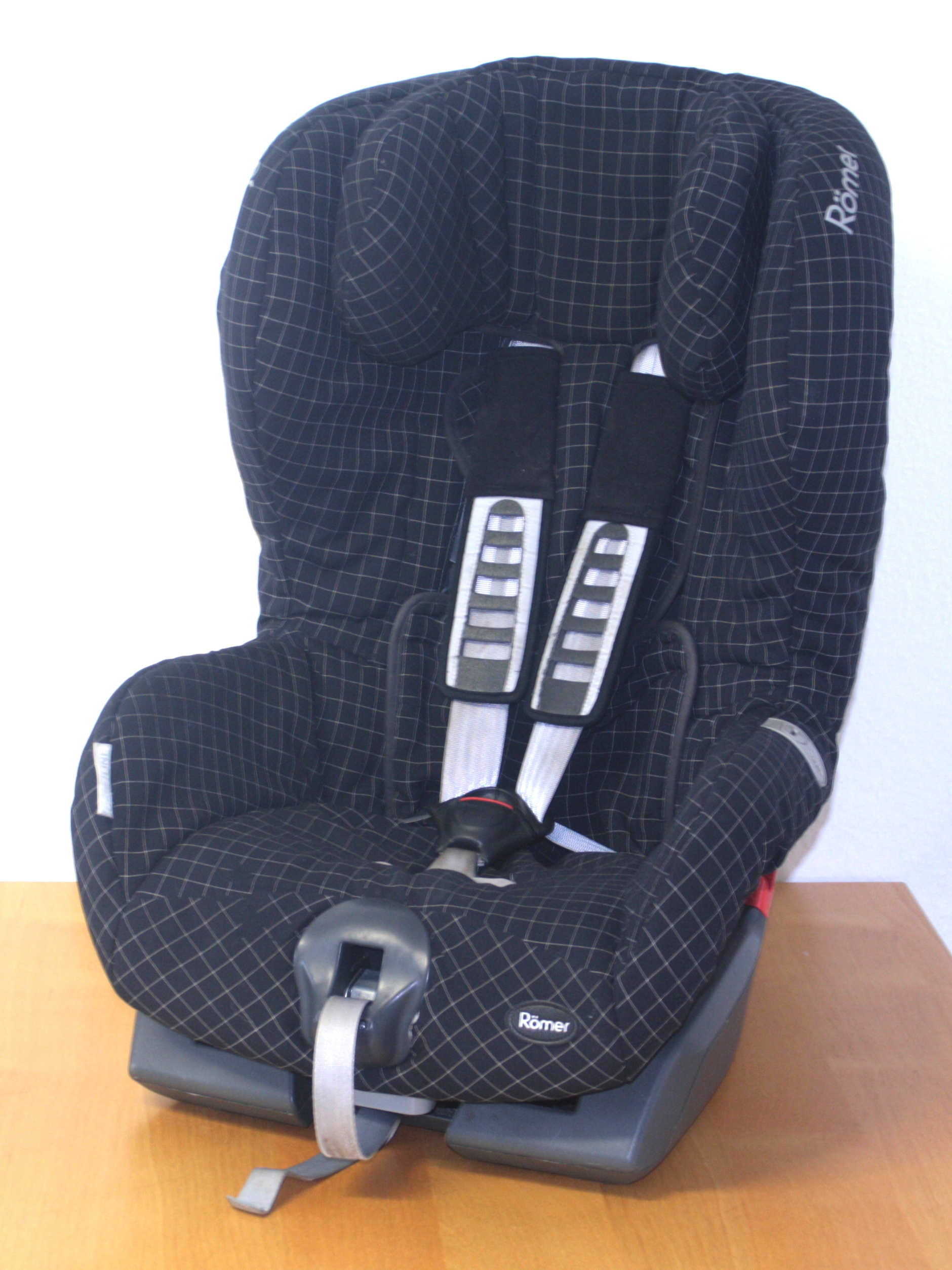
Cinture di sicurezza su un seggiolino per bambini

## Caratteristiche e componenti
I principali elementi delle cinture di sicurezza per uso automobilistico sono:
- cinghie: elementi flessibili destinati a trattenere il corpo degli occupanti. Sono costituite da una trama di fili di polimerici intrecciati e con i bordi spesso risvoltati in modo da non graffiare il collo dell'utente;
- riavvolgitore: organo che consente di srotolare la cinghia per la lunghezza voluta bloccandola in caso di estrazione rapida (come per esempio accelerazione, frenata, urto, curva, ecc.);
- regolatore: accessorio delle cinture che ne consente la regolazione in altezza (la regolazione corretta, secondo la normativa tecnica considerata preferibile in Italia, si avrebbe quando la cinghia passa circa a metà tra l'estremità della spalla e il collo);
- ancoraggi: punti di attacco sulla struttura del veicolo, ai quali vengono fissate le cinture;
- anello oscillante: strumento che consente di fissare la cintura che vi passa dentro l'ancoraggio. È generalmente costituito di acciaio con una copertura in plastica costampata e la sua deformazione plastica durante l'urto dissipa una piccola parte dell'energia;
- linguetta di chiusura: semplice strumento che serve a facilitarne il fissaggio;
- fibbia di chiusura con pulsante di sganciamento o "ramo fibbia": dispositivo di allacciamento e slacciamento rapido (in realtà unico) che lega le cinture al punto di ancoraggio del veicolo.
- pretensionatore: è un dispositivo che, in caso di movimenti violenti, tende la cintura di sicurezza per trattenere il corpo sul sedile; è azionato da una molla o da una piccola carica esplosiva che, in caso di urto, spinge un pistoncino che riavvolge la cintura (se applicato all'arrotolatore) o tira la fibbia (se applicato al ramo fibbia). Il pretensionatore a carica esplosiva può entrare in funzione una sola volta, dopodiché non è più funzionale e non si può ripristinare, rendendo necessaria la sua sostituzione. È importante recuperare gli errori di posizione dell'occupante (out of position). La forza applicata sulla cintura dal pretensionatore è chiamata slack. Un altro tipo di pretensionatore più recente è il pretensionatore elettrico, costituito da un motore elettrico che avvolge la cintura dalla parte dell'arrotolatore. Serve per poter recuperare l'out of position in maniera reversibile: la cintura viene tirata solo durante l'urto e poi viene rilasciata. Il grande vantaggio del pretensionatore elettrico è che non necessita di essere sostituito dopo ogni azionamento.

Per evitare di graffiare i passeggeri, le cinture di sicurezza sono preferibilmente realizzate con materiali morbidi ma resistenti al taglio e alla scalfittura.

Per migliorare l'uso delle cinture di sicurezza e migliorare la comodità d'utilizzo sono stati usati diversi accorgimenti:
- Sistema per accostare la cintura: su alcune automobili, in particolar modo i modelli a tre porte, la cintura del guidatore può risultare particolarmente arretrata rispetto al sedile, rendendo difficoltosa la presa della stessa, per questo alcuni modelli utilizzano un sistema che porta la cintura ad essere più vicina al sedile del guidatore.

- Sistema automatico d'aggancio: su alcune automobili, che utilizzano le cinture di tipo diagonale, si può utilizzare un sistema d'aggancio automatico composto da un punto d'aggancio posto alla base del sedile, mentre l'altro ha la funzione automatica, nei modelli più semplici il gancio automatico viene posto sullo sportello del guidatore ed è fisso, mentre nei modelli più complessi si ha un sistema di guide, nel quale la posizione di riposo o di non utilizzo il gancio è posto sul montate del parabrezza, mentre quando viene armato (usato) il gancio scorre e si porta nella posizione alta e laterale dello schienale del guidatore.

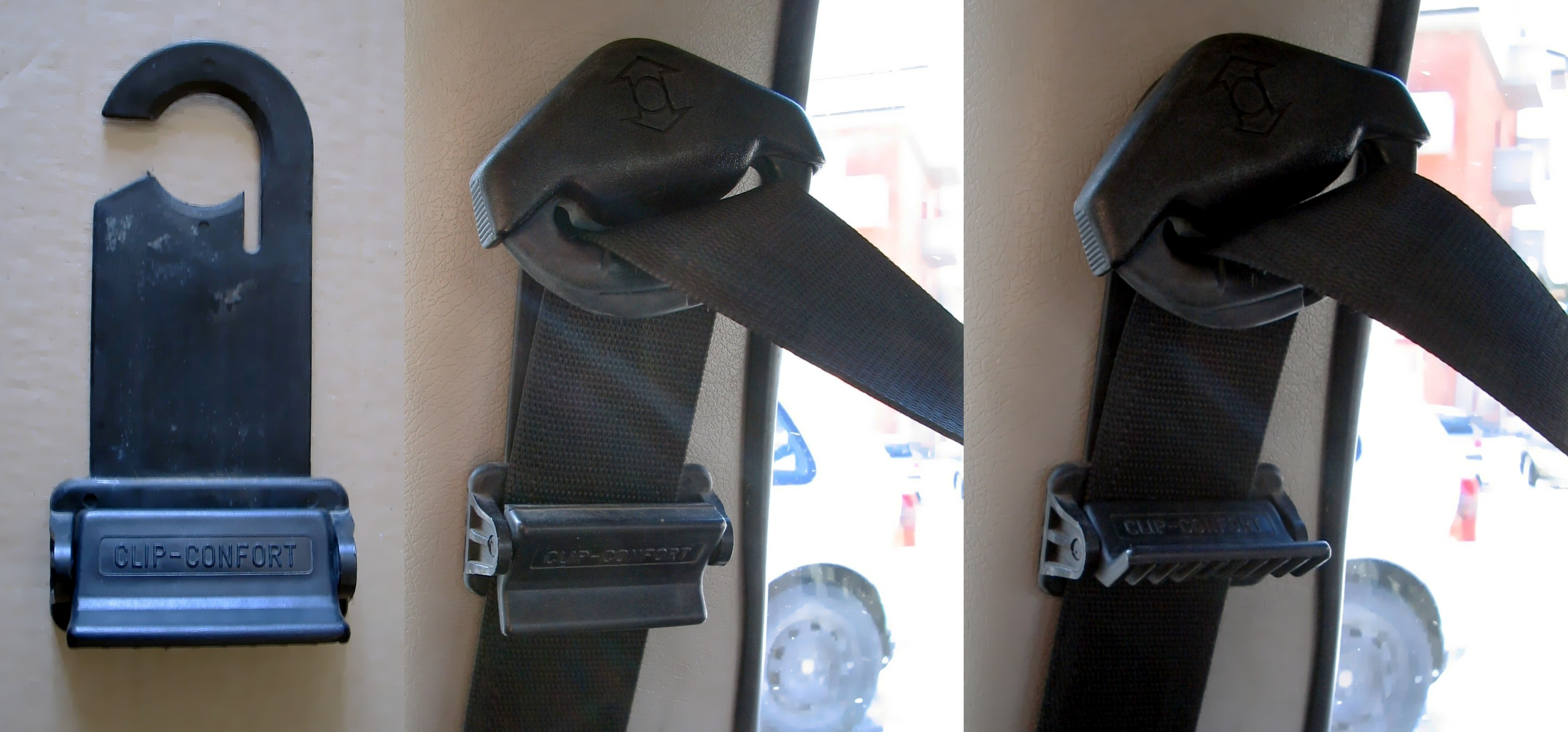
Clip-confort

- Clip-Confort, particolare dispositivo che permette di regolare la tensione della cintura, in quanto è possibile decidere di quanto allentare la cintura e bloccarla, in modo che questa non sforzi sulla spalla, torace ed addome.
- Cuscino per cintura o copricintura o paraspalla, in questo caso viene utilizzato una particolare forma di cuscino, che avvolgendo la cintura aumenta il comfort nell'uso della stessa, in quanto riduce la forza/pressione sviluppata a livello della spalla.

## Simbologia
I rischi comportati dalla guida senza cinture di sicurezza hanno portato le case automobilistiche a inserire nella plancia delle vetture una spia rossa (colore tipicamente associato al pericolo), raffigurante una figura umana che indossa correttamente le cinture, che si accende se le cinture anteriori sono slacciate o non correttamente inserite. Nelle vetture più recenti, alla spia si accompagna un segnale acustico di avviso (un cicalino intermittente), che entra in funzione quando l'auto supera una certa velocità e si protrae fino a quando le cinture non sono state allacciate correttamente, spesso aumentando anche intensità e frequenza se le cinture non vengono allacciate entro un certo lasso di tempo.

Lo standard internazionale ISO 7000 — Graphical symbols for use on equipment — Registered symbols contempla anche tale simbolo grafico riportato sulle spie, distinguendo tra il simbolo standard per cinture di sicurezza a due punti (codice 1702) e cinture di sicurezza a tre punti (codice 0249).
Pittogrammi di sicurezza sull'obbligo di utilizzare le cinture di sicurezza sono descritti nello standard internazionale ISO 7010 — Graphical symbols — Safety colours and safety signs — Registered safety signs, con il codice M020, e nello standard tedesco DIN 4844-2, con il codice D-M011.
Simbologia più o meno simile a quella dell'ISO si trova sui segnali stradali che indicano l'obbligo di usare le cinture di sicurezza.

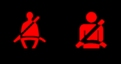
Spie in un automobile per avvertire sull'uso della cintura di sicurezza
Pittogramma sull'obbligo di utilizzare le cinture di sicurezza - standard DIN 4844-2, codice D-M011
Segnale di obbligo di cintura di sicurezza in Ontario, Canada

## Stime e statistiche
In un urto frontale fra due veicoli anche solo a 50 km/h, senza cintura di sicurezza un corpo impatterebbe contro il volante o il cruscotto con una decelerazione che può arrivare fino a 100 volte l'accelerazione di gravità: è come se il peso del corpo si moltiplicasse per 100 volte.
Si stima che l'uso delle cinture di sicurezza sulle automobili diminuisca del 50% la probabilità di morte in caso di incidente.
In caso di incidente, è stimato che il mancato uso delle cinture di sicurezza dei passeggeri nel sedile posteriore aumenta del 20% la probabilità di lesioni a chi è seduto davanti, se i passeggeri di dietro non indossano le cinture di sicurezza, perché non sono "trattenuti" dalle cinture e per inerzia vanno a colpire chi si trova davanti "alla velocità del veicolo" (al momento dell'urto dopo l'inizio della frenata, che è ben più alta della velocità di percorrenza).

## Normativa

### In Italia
Tutte le cinture di sicurezza devono essere di tipo approvato e avere il marchio di omologazione secondo le normative stabilite dal Ministero dei Trasporti.
L'etichetta di omologazione applicata a ogni cintura che sia in regola con la legge italiana deve comprendere, tra l'altro:
- Il marchio E seguito dal numero distintivo dello Stato di omologazione:

| Codice | Paese           |
| ------ | --------------- |
| 1      | Germania        |
| 2      | Francia         |
| 3      | Italia          |
| 4      | Paesi Bassi     |
| 5      | Svezia          |
| 6      | Belgio          |
| 7      | Ungheria        |
| 8      | Repubblica Ceca |
| 9      | Spagna          |
| 10     | Serbia          |
| 11     | Regno Unito     |
| 12     | Austria         |
| 13     | Lussemburgo     |
| 14     | Svizzera        |
| 16     | Norvegia        |
| 17     | Finlandia       |
| 18     | Danimarca       |
| 19     | Romania         |
| 20     | Polonia         |

| Codice | Paese              |
| ------ | ------------------ |
| 21     | Portogallo         |
| 22     | Russia             |
| 23     | Grecia             |
| 24     | Irlanda            |
| 25     | Croazia            |
| 26     | Slovenia           |
| 27     | Slovacchia         |
| 28     | Bielorussia        |
| 29     | Estonia            |
| 30     | Moldavia           |
| 31     | Bosnia-Erzegovina  |
| 32     | Lettonia           |
| 34     | Bulgaria           |
| 35     | Kazakistan         |
| 36     | Lituania           |
| 37     | Turchia            |
| 39     | Azerbaijan         |
| 40     | Macedonia del Nord |
| 42     | Comunità Europea   |

| Codice | Paese         |
| ------ | ------------- |
| 43     | Giappone      |
| 45     | Australia     |
| 46     | Ucraina       |
| 47     | Sudafrica     |
| 48     | Nuova Zelanda |
| 49     | Cipro         |
| 50     | Malta         |
| 51     | Corea del Sud |
| 52     | Malaysia      |
| 53     | Thailandia    |
| 54     | Albania       |
| 55     | Armenia       |
| 56     | Montenegro    |
| 57     | San Marino    |
| 58     | Tunisia       |
| 60     | Georgia       |
| 62     | Egitto        |
| 63     | Nigeria       |

- Il numero di omologazione della Comunità Economica Europea è per esempio "20062".
- Il numero di omologazione ECE-ONU, che può essere per esempio "0420062".
- L'indicazione di fabbricazione, che ci segnala la nazione in cui è stata prodotta la cintura (per esempio, made in Italy).

La cintura di sicurezza può contenere altri optional, ma essi non sono obbligatori per legge.
Con il decreto legislativo del 13 marzo 2006, n. 150, dal 14 aprile 2006 hanno l'obbligo di indossare le cinture di sicurezza i conducenti e i passeggeri dei veicoli delle seguenti categorie di veicoli:
- L6e: cosiddette minicar;
- M1: veicoli destinati al trasporto di persone, aventi al massimo otto posti a sedere oltre al sedile del conducente (vi rientrano anche le autocaravan);
- M2 e M3: veicoli destinati al trasporto di persone, aventi più di otto posti a sedere oltre al sedile del conducente (sono esentati i passeggeri di veicoli autorizzati al trasporto di persone in piedi);
- N1, N2 e N3: veicoli destinati al trasporto di merci.

L'obbligo vale anche per chi è seduto dietro, oltre che per i sedili anteriori dei veicoli, escluse alcune eccezioni valide fino l'8 maggio 2009.
Dopo l'introduzione della patente a punti in Italia, chi (conducente, ma anche passeggero) non indossa correttamente le cinture di sicurezza (o le manomette) deve subire la decurtazione di cinque punti dalla patente (dieci se l'ha ottenuta da meno di tre anni) e 80 euro di sanzione; in caso di recidiva nel biennio successivo alla prima infrazione, vi è anche la sospensione della patente per un lasso di tempo compreso da 15 giorni a due mesi.
In caso di incidente con danni alle persone, il conducente che non ha imposto l'uso delle cinture ai passeggeri (rifiutandosi di farli salire o di iniziare la marcia), risponde del reato di lesioni aggravate o di concorso in omicidio colposo.

Salvo diversi accordi, le polizze RC Auto non pagano i danni subiti dai terzi trasportati, se il trasporto non è effettuato in conformità alle disposizioni vigenti o alle indicazioni della carta di circolazione.
In Italia sono esentati dall'obbligo di indossare le cinture di sicurezza:
- le forze di polizia, gli addetti ai servizi di soccorso sanitario e di antincendio, nell'espletamento di una missione di emergenza;
- gli istruttori di guida, nello svolgimento delle funzioni previste, in quanto, nel caso l'istruttore debba intervenire fisicamente in situazioni di emergenza, la cintura può essere d'ostacolo;
- le persone affette da particolari patologie per le quali le cinture siano controindicate, condizione da provare con certificato della Azienda sanitaria locale nel quale deve essere indicata la durata di validità;
- gli occupanti di auto sprovviste, fin dall'origine, di attacchi per le cinture;
- gli appartenenti a servizi di vigilanza privata legalmente riconosciuti, che effettuano scorte.
- Auto storiche immatricolate prima del 15.6.1976.

La direttiva comunitaria 76/115/CEE recepita con D.M. 26.2.1976 ha introdotto l'obbligo di dotare le autovetture (categoria M1) omologate dal 1.1.1978 di ancoraggi per le cinture di sicurezza sia nei posti anteriori che in quelli posteriori.
Il Ministero dei Trasporti con nota n. B053/2000/MOT del 22.6.2000 ha chiarito che l'obbligo di installare le cinture di sicurezza, sia nei posti anteriori che in quelli posteriori, riguarda i veicoli appartenenti alla categoria M1 immatricolati dal 15.6.1976 e muniti sin dall'origine di appositi ancoraggi. Pertanto tutti i proprietari di veicoli immatricolati prima del 1976 non sono obbligati all'installazione e, conseguentemente, all'uso dei sistemi di ritenuta, atteso che non sono sicuri i punti di ancoraggio eventualmente posti sul veicolo.
In questo caso, non è obbligatorio montare le cinture, ma si è obbligati comunque all'uso se sono montate.
Allo stesso modo non sono soggetti ad alcun obbligo coloro che hanno veicoli immatricolati dopo il 1976 ma sulla base di omologazioni antecedenti il 1976 e sui veicoli non siano presenti gli appositi punti di attacco sin dall'origine.

## Prove

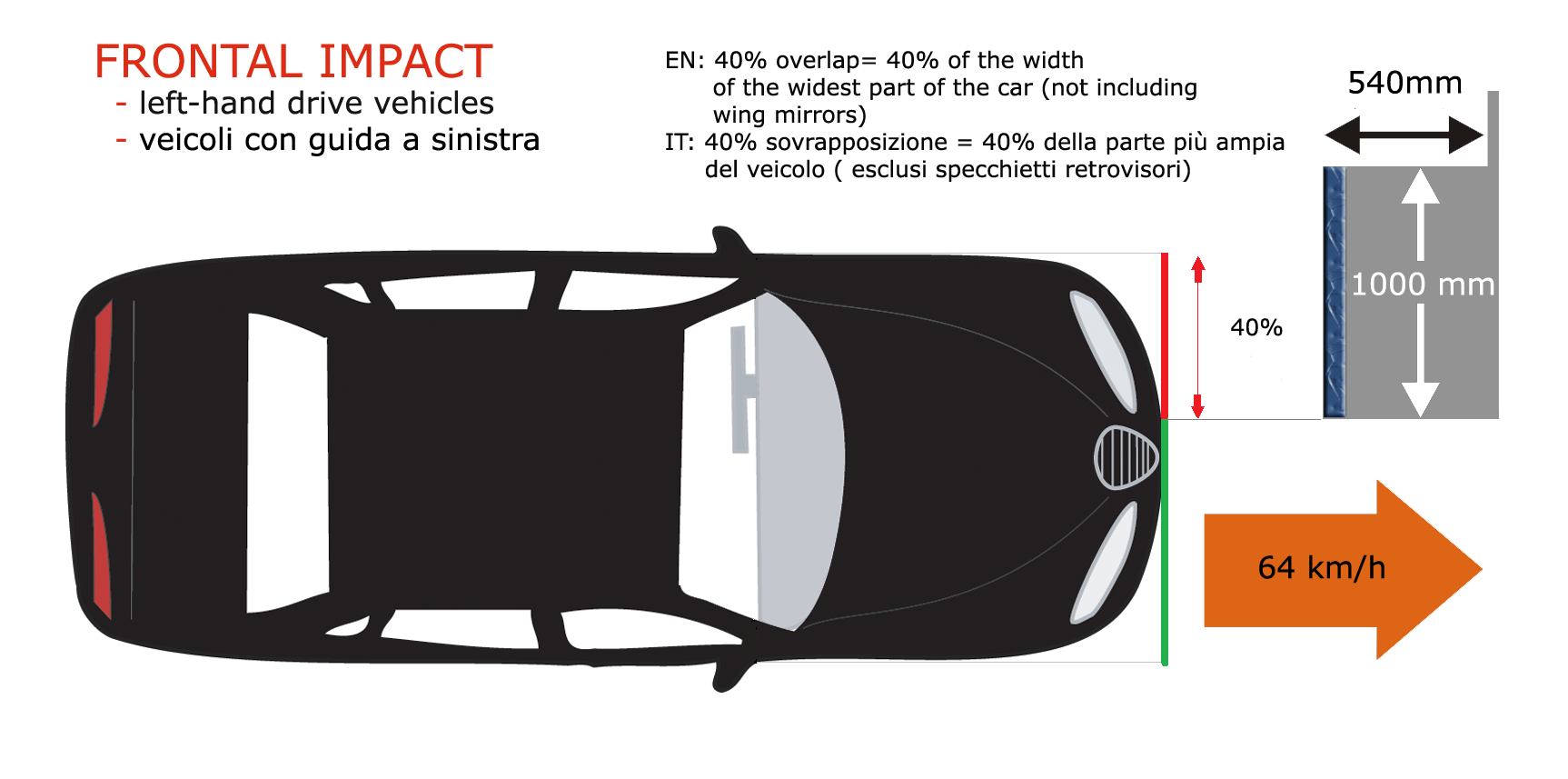
Schema di un urto frontale a 64 hm/h secondo il programma Euro NCAP.

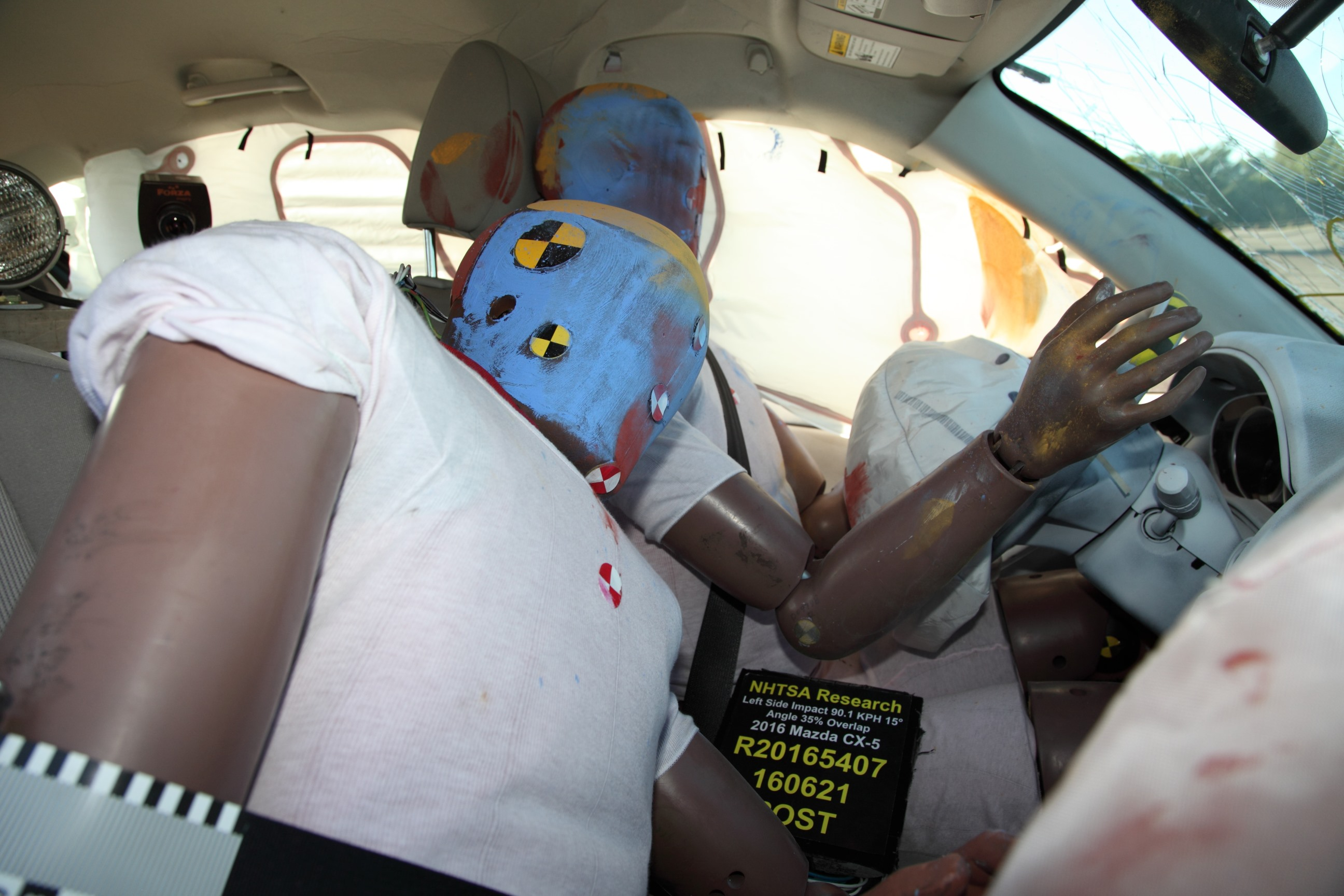
Crash test su una Mazda CX-5 in cui sono simulate le conseguenze di un urto nel caso in cui il guidatore dell'auto porti la cintura di sicurezza, ma il passeggero a fianco no.

Come gli altri sistemi di sicurezza passiva, le cinture di sicurezza per autovetture sono testate attraverso apposito prove di urto o "crash test". Il programma Euro NCAP prevede prove di urto frontale contro barriere deformabili alla velocità di 64 hm/h, prove a bassa velocità e prove di urto laterale.